# Racksen
Racksen é um município localizada no distrito de Altenkirchen, na associação municipal de Verbandsgemeinde Altenkirchen, no estado da Renânia-Palatinado.

## População
| - 1815 – 73 - 1835 – 93 - 1871 – 157 - 1905 – 167 - 1939 – 137 - 1950 – 162 | - 1961 – 151 - 1965 – 150 - 1970 – 147 - 1975 – 143 - 1980 – 139 - 1985 – 118 | - 1987 – 112 - 1990 – 109 - 1995 – 113 - 2000 – 134 - 2005 – 160 |